# Shawn Quinn
Shawn Quinn (ur.  Phoenix) – amerykańska brydżystka, World Grand Master (WBF).

## Wyniki brydżowe

### Olimpiady
Na olimpiadach uzyskała następujące rezultaty:
| Olimpiady brydżowe. Zawody teamów | Olimpiady brydżowe. Zawody teamów | Olimpiady brydżowe. Zawody teamów    | Olimpiady brydżowe. Zawody teamów | Olimpiady brydżowe. Zawody teamów | Olimpiady brydżowe. Zawody teamów |
| Rok                               | Miejsce                           | Zawody                               | Kategoria                         | Drużyna                           | Pozycja                           |
| --------------------------------- | --------------------------------- | ------------------------------------ | --------------------------------- | --------------------------------- | --------------------------------- |
| 2002                              | Salt Lake City                    | 4. Mistrzostwa o Wielką Nagrodę MKOL | Kobiety                           | USA                               | 2                                 |
| 2000                              | Lozanna                           | 3. Mistrzostwa o Wielką Nagrodę MKOL | Kobiety                           | North America                     | 2                                 |
| 2000                              | Maastricht                        | 11. Olimpiada Brydżowa               | Kobiety                           | USA                               | 1                                 |
| 1999                              | Lozanna                           | 2. Mistrzostwa o Wielką Nagrodę MKOL | Kobiety                           | North America                     | 2                                 |
| 1996                              | Rodos                             | 10. Olimpiada Teamów                 | Kobiety                           | USA                               | 1                                 |

### Zawody światowe
W światowych zawodach zdobyła następujące lokaty:
| Mistrzostwa Świata. Konkurencja teamów | Mistrzostwa Świata. Konkurencja teamów | Mistrzostwa Świata. Konkurencja teamów | Mistrzostwa Świata. Konkurencja teamów | Mistrzostwa Świata. Konkurencja teamów | Mistrzostwa Świata. Konkurencja teamów |
| Rok                                    | Miejsce                                | Zawody                                 | Kategoria                              | Drużyna                                | Pozycja                                |
| -------------------------------------- | -------------------------------------- | -------------------------------------- | -------------------------------------- | -------------------------------------- | -------------------------------------- |
| 2010                                   | Filadelfia                             | 13. Seria Mistrzostw Świata            | Kobiety                                | Moss                                   | 5                                      |
| 2009                                   | São Paulo                              | 39. Mistrzostwa Świata Teamów          | Kobiety                                | USA 2                                  | 4                                      |
| 2007                                   | Szanghaj                               | 38. Mistrzostwa Świata Teamów          | Kobiety                                | USA 2                                  | 5                                      |
| 2006                                   | Werona                                 | 12. Mistrzostwa Świata                 | Kobiety                                | Radin                                  | 9                                      |
| 2002                                   | Montreal                               | 11. Mistrzostwa Świata                 | Kobiety                                | Radin                                  | 2                                      |
| 2001                                   | Paryż                                  | 35. Mistrzostwa Świata Teamów          | Kobiety                                | USA 2                                  | 3                                      |
| 2000                                   | Southampton                            | 34. Mistrzostwa Świata Teamów          | Kobiety                                | USA 1                                  | 2                                      |
| 1998                                   | Lille                                  | 10. Mistrzostwa Świata                 | Kobiety                                | Truscott                               | 3                                      |

| Mistrzostwa Świata. Konkurencja par | Mistrzostwa Świata. Konkurencja par | Mistrzostwa Świata. Konkurencja par | Mistrzostwa Świata. Konkurencja par | Mistrzostwa Świata. Konkurencja par | Mistrzostwa Świata. Konkurencja par |
| Rok                                 | Miejsce                             | Zawody                              | Kategoria                           | Partner                             | Pozycja                             |
| ----------------------------------- | ----------------------------------- | ----------------------------------- | ----------------------------------- | ----------------------------------- | ----------------------------------- |
| 2010                                | Filadelfia                          | 13. Mistrzostwa Świata              | Miksty                              | Bob Hamman                          | 117                                 |
| 2010                                | Filadelfia                          | 13. Mistrzostwa Świata              | Kobiety                             | Sue Picus                           | 32                                  |
| 2006                                | Werona                              | 12. Mistrzostwa Świata              | Kobiety                             | Mildred Breed                       | 9                                   |
| 2006                                | Werona                              | 12. Mistrzostwa Świata              | Miksty                              | Gaylor Kasle                        | 73                                  |
| 2002                                | Montreal                            | 11. Mistrzostwa Świata              | Kobiety                             | Mildred Breed                       | 5                                   |
| 2002                                | Montreal                            | 11. Mistrzostwa Świata              | Miksty                              | Bob Hamman                          | 7                                   |
| 1998                                | Lille                               | 10. Mistrzostwa Świata              | Kobiety                             | Jill Meyers                         | 1                                   |

| Mistrzostwa Świata. Konkurencja indywidualna | Mistrzostwa Świata. Konkurencja indywidualna | Mistrzostwa Świata. Konkurencja indywidualna | Mistrzostwa Świata. Konkurencja indywidualna | Mistrzostwa Świata. Konkurencja indywidualna | Mistrzostwa Świata. Konkurencja indywidualna |
| Rok                                          | Miejsce                                      | Zawody                                       | Kategoria                                    | Pozycja                                      |                                              |
| -------------------------------------------- | -------------------------------------------- | -------------------------------------------- | -------------------------------------------- | -------------------------------------------- | -------------------------------------------- |
| 2004                                         | Werona                                       | 6. Indywidualne Mistrzostwa Świata           | Kobiety                                      | 20                                           |                                              |

## Klasyfikacja
- Shawn Quinn – klasyfikacja WBF (ang.)